# Cosmisoma ammiralis
Cosmisoma ammiralis là một loài bọ cánh cứng trong họ Cerambycidae.